# اینواود
اینواود (به لهستانی:  Inwałd) یک روستا در لهستان است که در گمینا اندرخوو واقع شده‌است. اینواود ۳٬۲۰۲ نفر جمعیت دارد.